# Epicadinus tuberculatus
Epicadinus tuberculatus là một loài nhện trong họ Thomisidae.
Loài này thuộc chi Epicadinus. Epicadinus tuberculatus được Alexander Petrunkevitch miêu tả năm 1910.